# Van Eeghenstraat 103
Van Eeghenstraat 103 te Amsterdam is een gebouw aan de Van Eeghenstraat in Amsterdam-Zuid.
De Van Eeghenstraat is een straat vol herenhuizen, opgetrokken uit baksteen en natuursteen, met over het algemeen veel ornamenten. Daarbij steekt het gebouw op nummer 103 behoorlijk af. Het voorgevel van het gebouw is grotendeels opgetrokken uit geelgrijze Obernkirchner zandsteen. De plint is echter van grijzer hardsteen, dat verder terug te vinden is in de portiek, lateien bij ramen, banden en de balkonbalustrade. Opvallend is de maar één verdieping hoge, driehoekige erker, eveneens gedragen door hardstenen consoles.
De bouw werd op 7 maart 1899 aangekondigd in "Café Parkzicht" aan het oostelijk eind van het Vondelpark nabij de Stadhouderskade. Als geografische aanduiding werd toen aangegeven dat het gebouw kwam te staan tegenover de ruime ingang van het Vondelpark aan de Van Eeghenstraat, dat zelf een rijksmonument is. De architect Jonas Ingenohl omschreef het gebouw zelf in het blad Bouwkundig Weekblad van juni 1899.  
Het gebouw is ontworpen door architect om er zelf te wonen tussen 1899 en 1905 en vermoedelijk in de periode 1921 tot 1925 (jaar van overlijden). Het gebouw is gesplitst in de beneden- en bovenwoning, beide met twee verdiepingen. Op 12 juni 2012 werd het gebouw tot gemeentelijk monument verklaard.